# 李尚起
李 尚起（イ・サンギ、英: LEE Sang Ki、1980年11月22日）は、大韓民国・大邱広域市出身の元サッカー審判員。広島県サッカー協会に所属していた。

## 来歴
韓国の大学在学中に大韓サッカー協会の1級審判員資格を取得し、Kリーグの下部組織でも審判員の経験を持つ。
大学を卒業後、「人生に何か変化が必要」と考え、2009年に大邱広域市と姉妹都市提携を結んでいる広島県広島市に留学生として来日。審判員としての活動は一時休止するが、国際審判員になった後輩の活躍に刺激され、知人を介して日本サッカー協会 (JFA) に審判員登録を申請。JFA審判委員会で認定審査を実施し、2011年にJFAの1級審判員として認定された。
日本での資格取得後は、在日本大韓民国民団広島県地方本部（広島市東区）の職員として働きながら、審判員としての活動を続けた。2016年からは日本プロサッカーリーグ（Jリーグ）にて副審としての活動を始めており、活動中はJリーグ担当審判員で（海外から招聘された審判員を除いて）唯一の外国人審判員であった。
2024年限りでJFA登録1級審判員から勇退した。

## 経歴
- 1級審判員登録：2011年5月[5]
- Jリーグ(J2)初副審：2017年2月26日 横浜FC対松本山雅FC戦（ニッパツ三ツ沢球技場）
- Jリーグ(J3)初主審：2016年4月10日 AC長野パルセイロ対藤枝MYFC戦（南長野運動公園総合球技場）
- Jリーグ(J3)初副審：2016年3月13日 セレッソ大阪U-23対グルージャ盛岡戦（キンチョウスタジアム）
- Jリーグ(カップ戦)初副審：2021年3月27日 湘南ベルマーレ対横浜FC戦（レモンガススタジアム平塚）

## 決勝担当
| 開催年月日     | 大会                               | 対戦カード   | 対戦カード           | 結果        | 会場               | 担当 |
| -------------- | ---------------------------------- | ------------ | -------------------- | ----------- | ------------------ | ---- |
| 2015年10月21日 | 第51回全国社会人サッカー選手権大会 | 阪南大クラブ | アルテリーヴォ和歌山 | 1-1 (PK3-5) | 盛岡南公園球技場Ａ | 副審 |